# 蔚岭关
蔚岭关，位于中国广东省韶关市乐昌市庆云镇五里冲蔚岭山脊上，为乐昌市的一个市级文物保护单位，类型为古建筑，公布时间为1987年12月17日。
蔚岭关现建筑为清光绪十八年重建。